# Вити Леву
Вити Леву је највеће острво Фиџија. На њему живи око 600.000 становника, што је 70% од укупне популације државе. На њему је и главни град Сува.
Површина острва износи 10.389 km². Дугачко је 146 km, а широко 106 km. Острво је прекривено вулкански материјалом и верује се да је у прошлости било више пута под морем. У центру је његов највиши врх и угашени вулкан Маунт Томаниви (1.324 m). Источна страна острва годишње прима више падавина од западне. Средишњи део острва је под густом шумом. Само на острву Вити Леву живи џиновска фиџијска дугорога буба, један од највећих инсеката на свету.